# Fernand Cormon

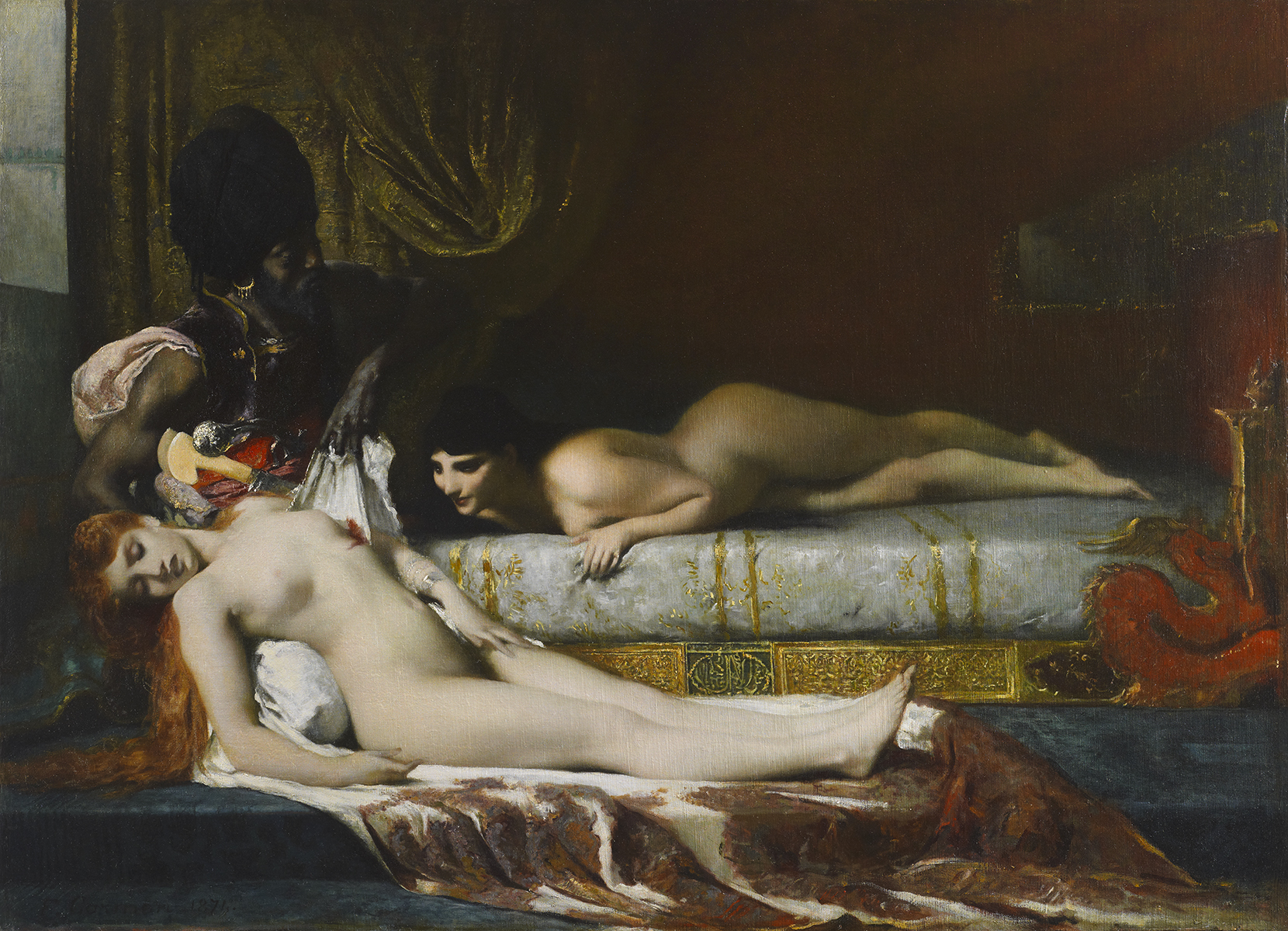
Assassinio nell'harem

Fernand-Anne Piestre, detto Fernand Cormon (Parigi, 24 dicembre 1845 – Parigi, 20 marzo 1924), è stato un pittore francese.

## Biografia
Era il figlio del drammaturgo Eugène Cormon e dell' attrice Charlotte Paris.
Allievo di Jean-François Portaels (1818-1895) a Bruxelles, e poi di Alexandre Cabanel e di Eugène Fromentin a Parigi, debuttò al Salon del 1868. Si fece conoscere con dipinti di scene sanguinose, come Assassinio nell'harem e La morte di Râvana, premiata al Salon del 1875. Dipinse anche ritratti, sempre in stile accademico, e viaggiò in Tunisia e in Bretagna. Professore all'École des Beaux-Arts, nel 1880 fu insignito della Légion d'honneur e fu eletto membro dell'Académie des Beaux-Arts nel 1898. Fu senza dubbio un pittore da salotto illustre come Bonnat ma a differenza di questi, pur mantenendosi nel solco della tradizione, tollerava le nuove tendenze avanguardiste e, anzi, prese a dipingere egli stesso soggetti inconsueti, come quelli preistorici (vedi "Caìno"). 
A seguito dei successi professionali, aprì un atelier a Montmartre in cui accolse numerosi allievi destinati a diventare celebri, tra cui Van Gogh (per pochi mesi tra la primavera e l'estate del 1886), Toulouse-Lautrec (tra il 1883 e il 1884), Anquetin (dal 1883 al 1887), Lomont, Albert Grenier ed Bernard (tra il 1884 e il 1886).
Sue decorazioni si trovano al Museo di Storia Naturale e al Municipio di Parigi, nonché al Municipio di Tours.
Fernand Cormon morì a Parigi all'età di 79 anni.

### Il "Caìno"
Caìno è una sua opera ispirata a La Légende des siècles di Victor Hugo, dalla quale Cormon tolse ogni riferimento religioso, interpretando la scena come una rappresentazione della vita dell'uomo primitivo. Il germano peccatore è qui raffigurato già anziano e nel suo perenne esilio, con lo sguardo stravolto e con un'ascia primitiva alla cintura, mentre guida la sua tribù composta dai figli che sorreggono una barella di legno su cui siedono una donna e i suoi bambini. Tutti trasportano del cibo e sono vestiti di semplici pelli. Alcuni cacciatori (tra cui una giovane donna) coi cani chiudono il corteo.

## Allievi
- Maurice Adrey
- Pierre Almes
- Louis Anquetin
- Robert Louis Antral
- Maurice Asselin
- Armand Assus
- Louis Berthomme Saint-André
- Adolphe Beaufrère
- Charles-Pierre Bernard
- Émile Bernard
- Eugène Boch
- Jacques Bonneaud
- Viktor Borisov-Musatov
- Georges Bottini
- Marius Borgeaud
- Maurice Brianchon
- Pierre Brissaud
- Sever Burada
- Omer Désiré Bouchery
- Louis Bouquet
- George Hendrik Breitner
- Victor Brugairolles
- Marius de Buzon
- Ibrahim Çalli
- Clovis Cazes
- Achille Cesbron
- Auguste-Élysée Chabaud
- Eugène-Louis Chayllery

- Émile Claro
- Édouard Crémieux
- Heitor Cramês
- Albert Decaris
- Louise De Hem
- Lucien-Victor Delpy
- Guillaume Desgranges
- Paul Élie Dubois
- Thorvald Erichsen
- Louis Fernez
- Augustin Ferrando
- Louis Floutier
- Constantin Font
- Jules Charles Dominique Fouqueray
- Pierre Frailong
- Jean Frélaut
- Jean Génasi
- Alphonse Germain-Thill
- Octave Denis Victor Guillonnet
- Robert Raoul André Guinard[2]
- Lucien-Victor Guirand de Scévola
- Jean de la Hougue
- Charles Laval
- Victor Le Baube
- Włodzimierz Łuskina[3]
- Amédée Joyau
- Robert Mahias

- Emmanuel Mané-Katz
- Ödön Márffy
- Maurice Marinot[4]
- Henri Marret
- Lucien Martial
- Henri Matisse
- Louis Agricol Montagné
- Louis Muraton
- Alphonse Osbert
- Henri Person
- Fernand Piet
- Léon-Gustave Ravanne
- Francis Renaud
- Nicholas Roerich
- John Peter Russell
- François Salvat
- Édouard-Marcel Sandoz
- Gaylord Truesdell Sangston
- Lucien-Victor Guirand de Scevola
- Boris Schatz
- Chaïm Soutine
- Edmond Tapissier
- Henri de Toulouse-Lautrec
- Vincent van Gogh
- Henri Villain
- Jacques Villon
- José Wolff

## Opere
Le opere più note:
- 1874: Assassinio nell'harem, Museo di Besançon
- 1875: Morte di Ravana, Musée des Augustins, Tolosa
- 1877: Gesù resuscita la figlia di Giairo,  Museo di Coutances
- 1880: Caino, Musée d'Orsay, Parigi
- 1884: L'età della pietra, Museo di Saint-Germain-en-Laye
- 1887: I vincitori di Salamina,  Museo di Rouen
- 1891: Ritratto di Gérôme,  Municipio di Vesoul
- 1894: La fonderia,  Musée d'Orsay
- 1912: Gulliver tra i giganti, Museo dell'antico Vescovado, Éveux
- 1912: Donna nuda sul divano, Museo dell'antico Vescovado, Eveux
- N. D. Ritratto di Léon Germain Pelouse.

## Galleria d'immagini

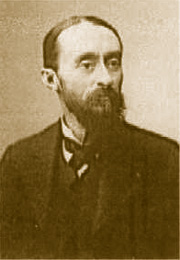
Fernand Cormon
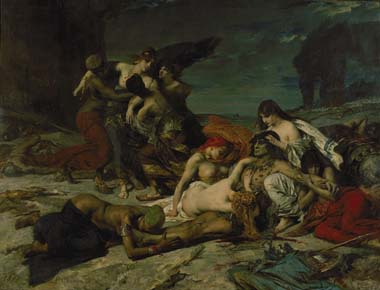
Morte di Ravana (1875) Musée des Augustins, Tolosa.
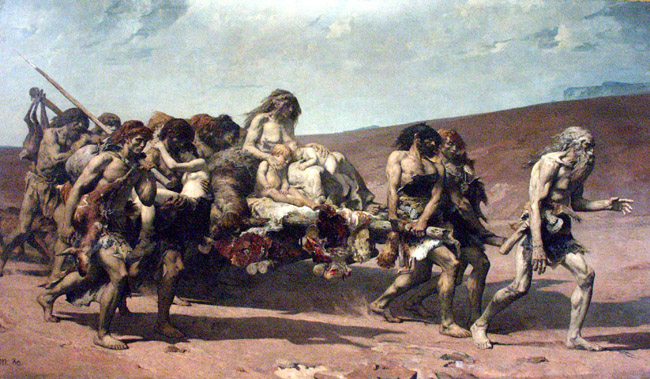
Caìno fugge con la famiglia (1880) Musée d'Orsay.
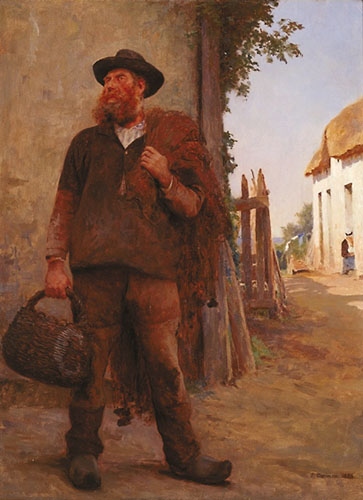
Prima della pesca (1888) Musée des Beaux-Arts, Quimper.
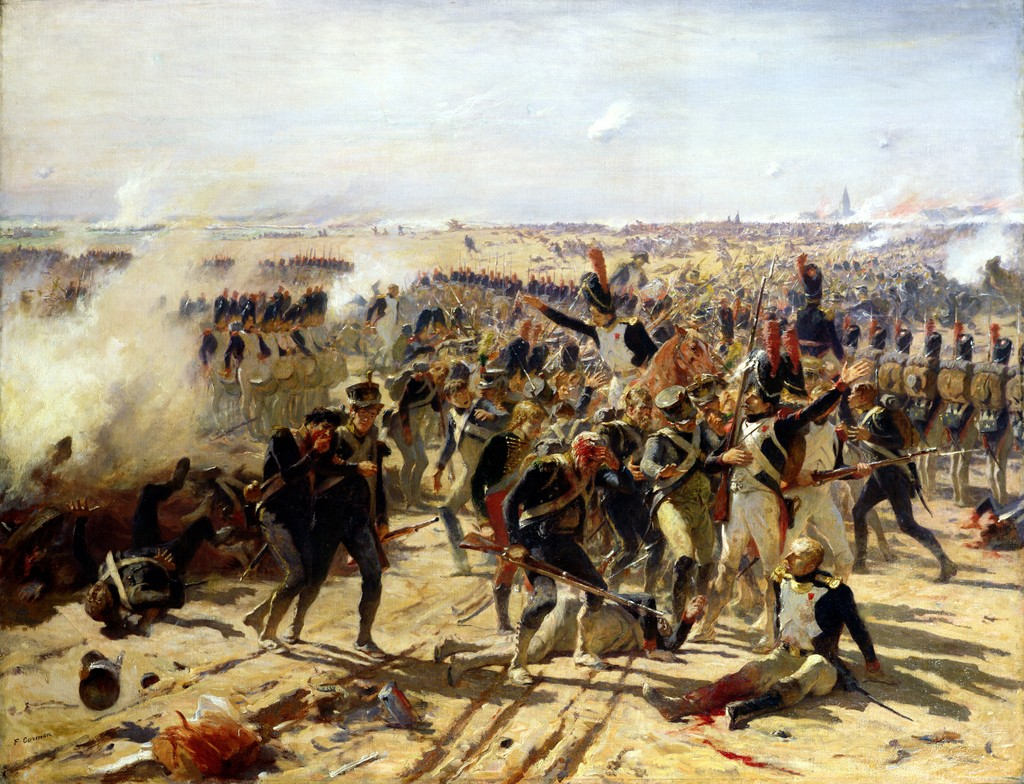
La battaglia di Essling